# 水谷紗彩
水谷 紗彩（みずたに さあや、1992年5月26日 - ）は、日本の女優。広島県尾道市因島出身。元レベルライフプロダクション所属。現在フリー。

## 人物
趣味は読書、買い物、特技はダンス、背負い投げ。

## 主な出演作品

### 2013年
- CM「VISA カード“毎日の買い物に編”」 買い物客役

### 2014年
- 「想いのこし」平川雄一朗監督 高校生役
- フジテレビドラマ「おわらないものがたり」寒竹ゆり監督
- 因島水軍まつり 雅姫役[2]